# Tetragrammkreuz

Tetragrammkreuz

Wappen der byzantinischen Adelsfamilie Palaiologos

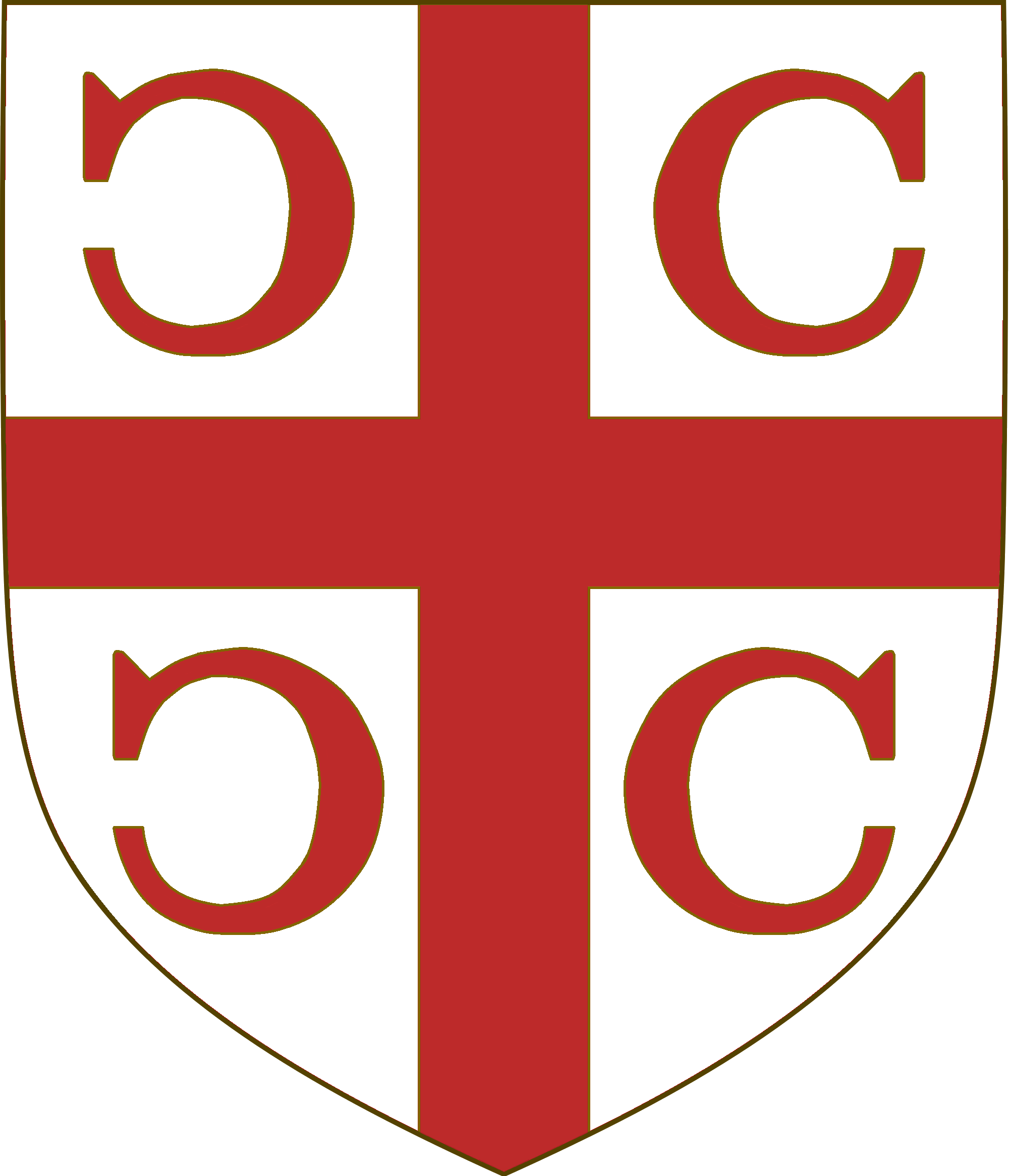
Wappen des Königreiches Thessaloniki

Das Tetragrammkreuz oder auch Beta-Kreuz ist ein griechisches Balkenkreuz, in dessen vier Quadranten sich jeweils ein Feuerstahl oder Beta befindet.
Es ist ein christliches Symbol und war das Wappen der byzantinischen Adelsfamilie Palaiologos. Die zwei gespiegelten griechischen Buchstaben Beta stehen für griechisch βασιλεὺς βασιλέων (vasileus vasileon) „König der Könige“, d. h. Christus.
Gegenwärtig kommt es als heraldische Wappenfigur im Wappen Serbiens vor, das in der frühen Neuzeit (seit Mavro Orbinis Regno de gli Slavi) übernommen wurde. Durch diese Verbindung als Gemeine Figur des serbischen Wappenschildes ist es auch zu einem nationalen Symbol geworden (sogenanntes „Serbisches Kreuz“). Gegenwärtig wird es auch als nationalistisches Symbol – Pendant zum Hakenkreuz – verwendet.

## Geschichte

### Antike
Motive mit dem Tetragrammkreuz finden sich bereits in der Antike auf Darstellungen bzw. Werken der Griechen.

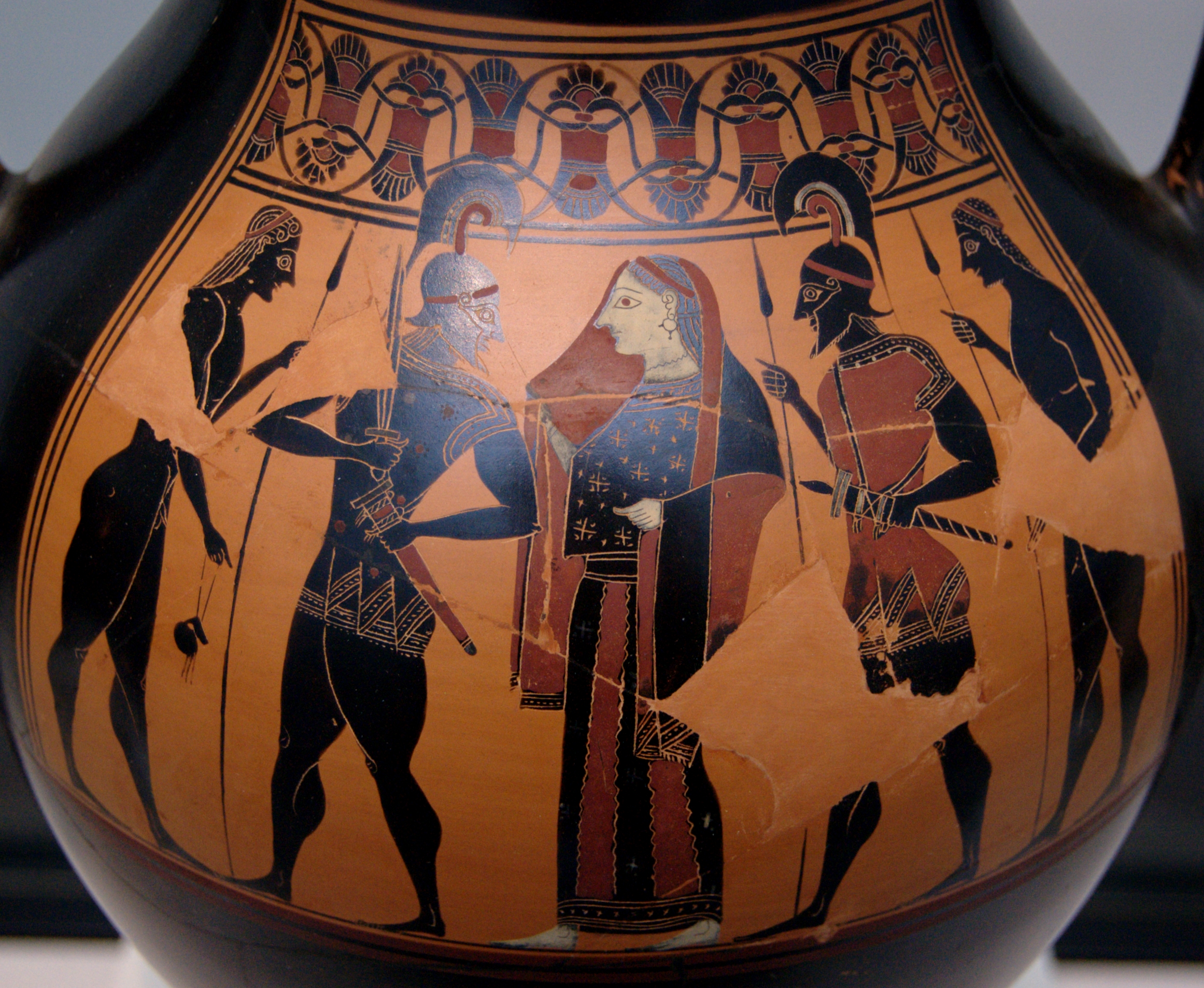
Ein ähnliches Motiv ziert das Gewand der Helena
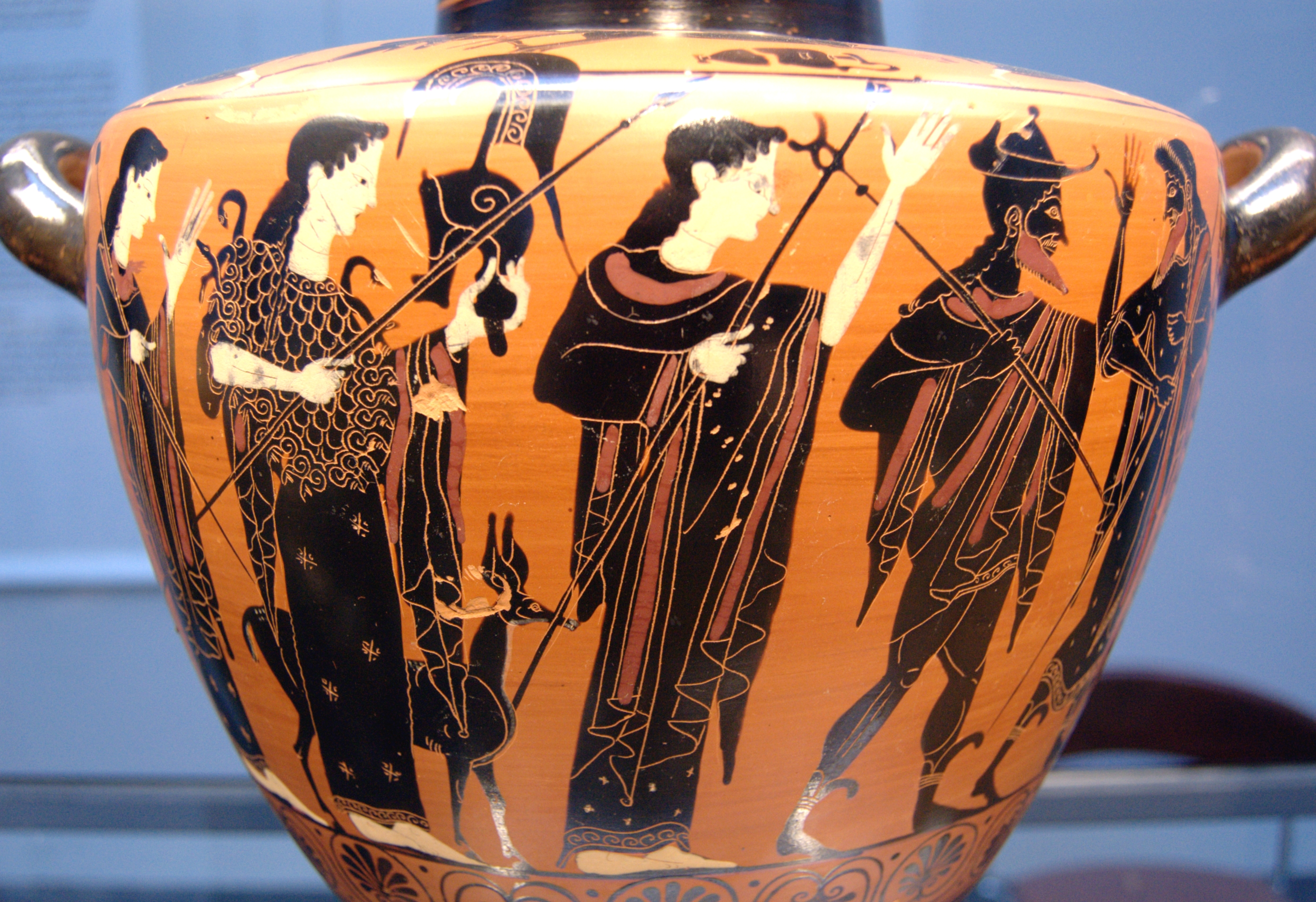
Ein ähnliches Motiv ziert das Gewand einer Göttin (links)
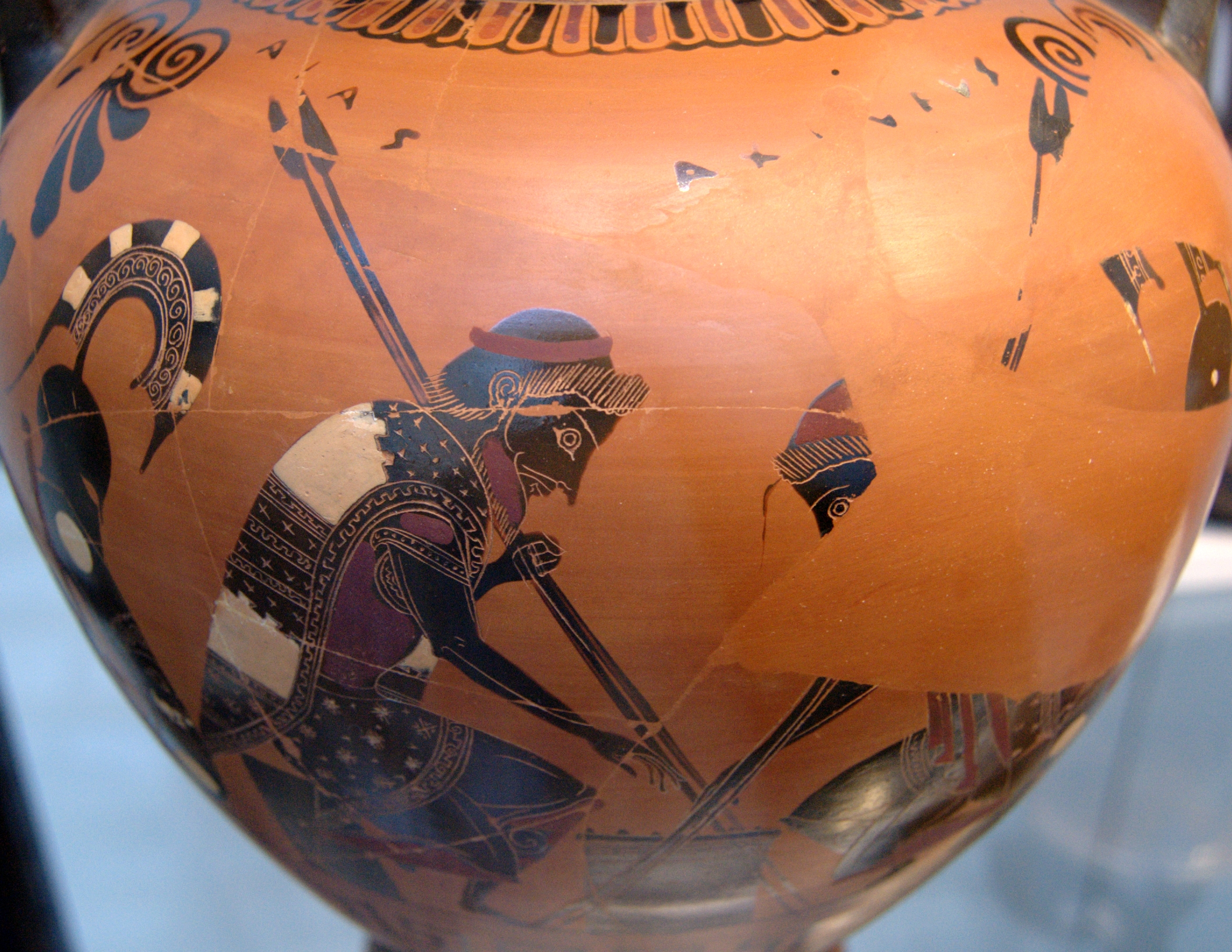
Ein ähnliches Motiv ziert das Gewand des Aias

### Mittelalter

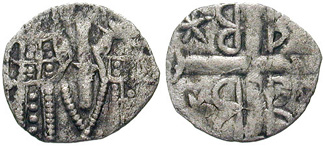
Byzantinische Billonmünze aus der Regierungszeit Johannes V. (1347–1353) mit dem Tetragrammkreuz auf der Hauptseite (rechts).

Das Tetragrammkreuz erscheint ab der Regierungszeit des Kaisers Theodor II. (1254–1258) auf byzantinischen Münzen. Dagegen wurde bis heute keine byzantinische Münze gefunden, auf dem der Doppeladler abgebildet ist. Das Tetragrammkreuz wird auch an den Mauern des Porphyrogennetos-Palasts in Konstantinopel sowie auf Karten und Bannern abgebildet.

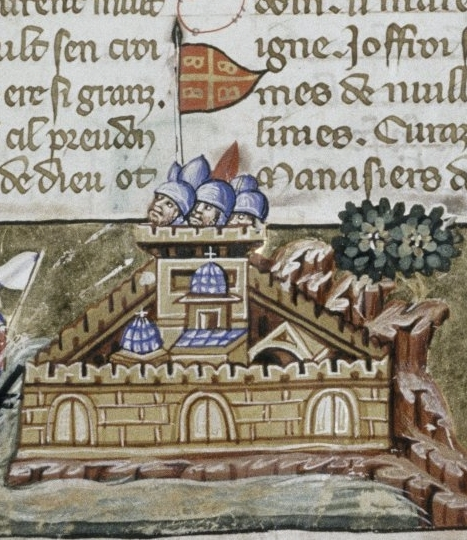
Das kaiserliche Banner über Konstantinopel im Vierten Kreuzzug (Venedig um 1330).

Der byzantinische Autor Pseudo-Kodinos bezeichnet das Tetragrammkreuz in seinem etwa von 1347 bis 1368 entstandenen Werk De officiis als „das übliche kaiserliche Banner [flamoulon], also das Kreuz mit Zündbolzen“. Es ist daher wahrscheinlich, dass es sich bei den Abbildungen in den Winkeln des Tetragrammkreuzes um Symbole bzw. Feuerstähle handelt.
Die Winkelzeichen könnten auch für den zweiten Buchstaben des griechischen Alphabets Beta stehen und damit für die Variationen des Wortes Basileus. Als Tetragramm somit für die griechische Bezeichnung des Gottesnamens Basileus Basileon Basileuon Basileuonton (Βασιλεύς Βασιλέων Βασιλεύων Βασιλευόντων) für „König der Könige, herrscht über die Herrschenden“.

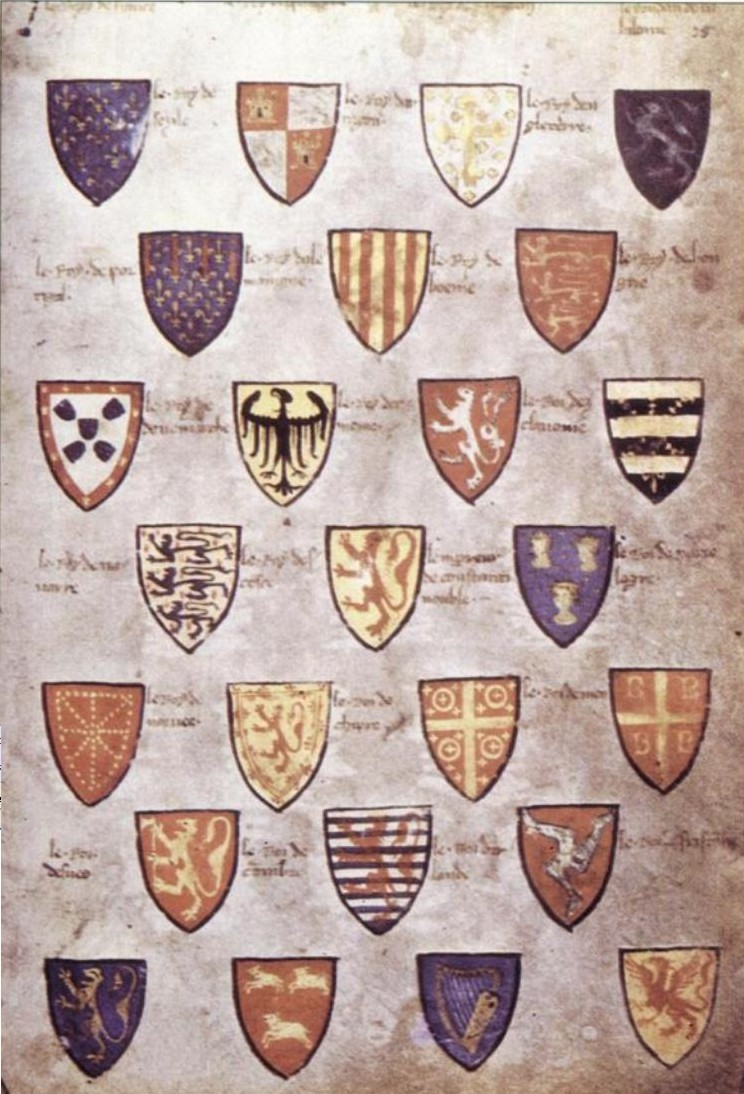
Emblem der byzantinischen Kaiser im Armorial Wijnbergen 1265–1270 (5. Reihe, rechts außen)

In Byzanz kannte man die im Westen ab dem 12. Jahrhundert entstandene Heraldik in diesem Sinn nicht. In der westlichen Welt wurde dem Tetragrammkreuz jedoch heraldische Wertigkeit verliehen. Ende des 13. Jahrhunderts erscheint das Tetragrammkreuz als Wappenfigur im etwa 1265–1270 entstandenen Armorial Wijnbergen im Wappen des byzantinischen Kaisers aus der Dynastie der Palaiologen („roi de pariologre“) in Gold auf rotem Feld.
Das Tetragrammkreuz wurde auch von byzantinischen Vasallen übernommen. Als solche verwendete es die genuesische Familie Gattilusi, die nach 1355 über Lesbos herrschten. Serbische Herrscher übernahmen ebenfalls das byzantinische Tetragrammkreuz in ihr Wappen.
Die Markgrafen von Montferrat verwendeten das Tetragrammkreuz in ihrem Herrscherwappen, um auf ihre familiäre Verbindung zu der byzantinischen Palaiologen-Dynastie hinzuweisen. Ebenso das italienische Adelsgeschlecht Gonzaga.
Bei den Serben werden die Feuerstähle im Wappen aufgrund ihrer Ähnlichkeit volkstümlich auch in kyrillische С-Buchstaben (gleich dem lateinischen Buchstaben S) umgedeutet, welche die Anfangsbuchstaben der Alliteration Само слога Србина спасава bilden sollen. Während der Balkankriege wurde dieses Zeichen von serbischen Streitkräften an Gebäuden oder an Körperteile von Zivilisten etc. als Zeichen des Sieges gesprüht bzw. eingraviert. Weshalb es von den Opfern jener Zeit mit Geräul und Verbrechen assoziiert wird und eine ähnliche Ablehnung wie der Drei-Finger-Gruß erfährt.

## Historische Verwendung (Auswahl)

Banner der byzantinischen Kaiser
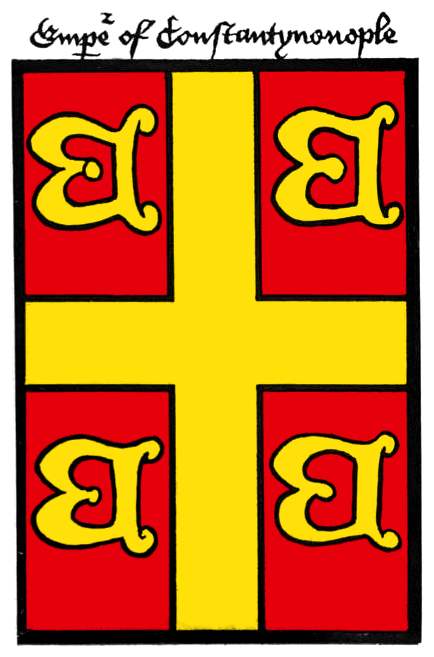
Wappen des „Kaisers von Konstantinopel“ (herald. Manuskript, England, 15. Jh.)
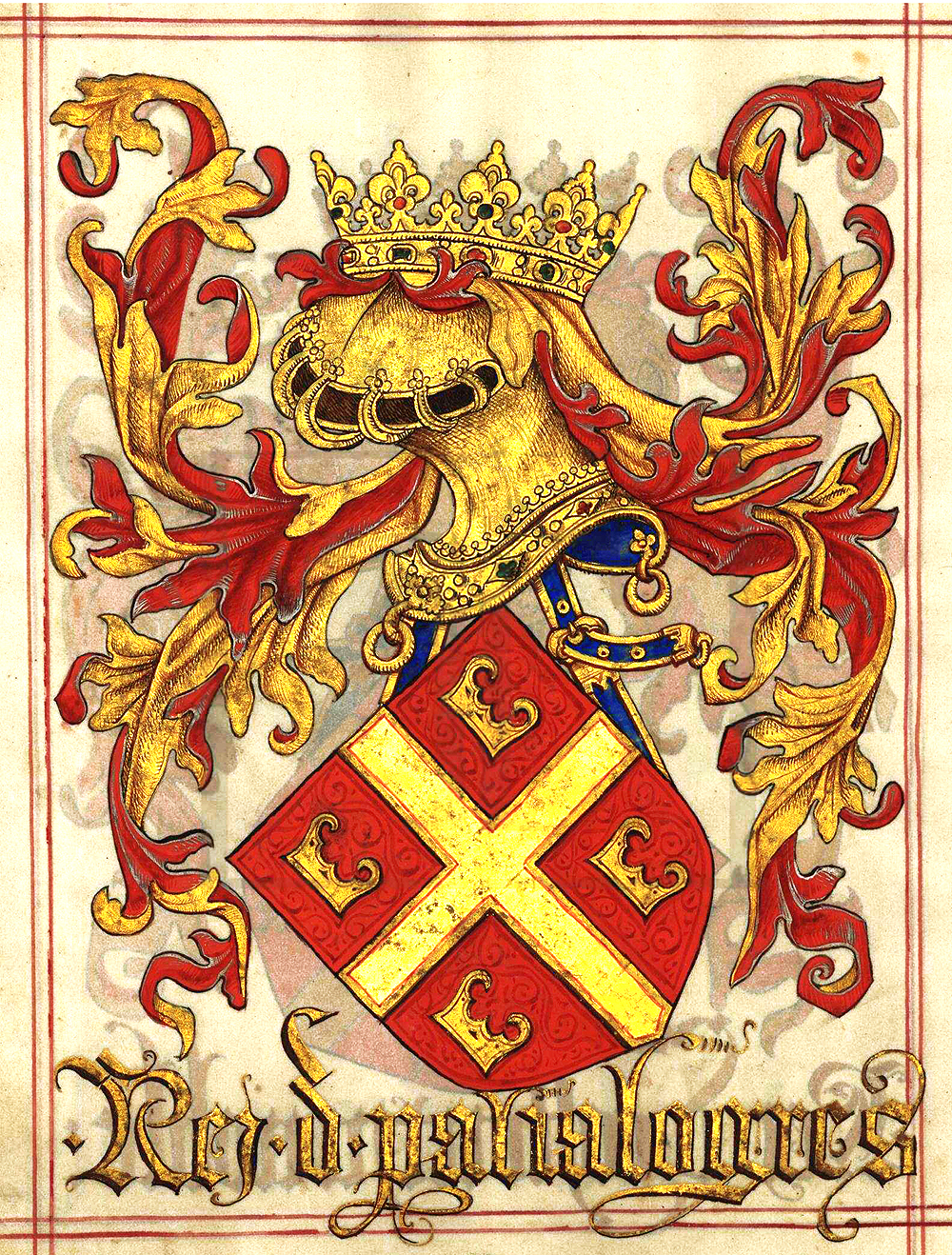
Wappen der byzantinischen Kaiser aus der Familie der Palaiologen (Livro do Armeiro-mor, 1509)
Wappen von Wilhelm XI. als Markgraf von Montferrat (1494–1518)
Wappen des italienischen Adelsgeschlechts Gonzaga (1575)
Wappen Serbiens (Wappenbuch von Fojnica, 17. Jh.)

## Belege
1. ↑  Günther Schuhmann: Die „Kaiserin von Konstantinopel“ in Nürnberg. Zum Aufenthalt der Paläologin Zoe auf ihrer Reise von Rom nach Moskau im Jahre 1472. In: Horst Heldmann (Hrsg.): Archive und Geschichtsforschung. Studien zur fränkischen und bayerischen Geschichte. Fridolin Solleder zum 80. Geburtstag dargebracht. Schmidt, Neustadt (Aisch) 1966, S. 148–174, hier S. 166, Fußnote.
2. ↑  Robert Ousterhout: Symbole der Macht. Mittelalterliche Heraldik zwischen Ost und West. In: Margit Mersch, Ulrike Ritzerfeld (Hrsg.): Lateinisch-griechisch-arabische Begegnungen. Kulturelle Diversität im Mittelmeerraum des Spätmittelalters (= Europa im Mittelalter. 15). Akademie Verlag, Berlin 2009, ISBN 978-3-05-004664-8, S. 91–110.
3. ↑  Hermann Grote: Stammtafeln. 1877, S. 442 (archive.org).
4. ↑  Leopold Auburger: Die kroatische Sprache und der Serbokroatismus (= Heilighofer Studien. Band 7). Gerhard Hess, Ulm 1999, ISBN 3-87336-009-8, S. 418: „Ethnisches Symbol ist das ‚ocilo‘ [Feuerstahl] nur als Element eines mehrteiligen Symbols: im serbischen Nationalwappen im Zusammenhang mit dem heraldischen Kreuz …“
5. ↑  Alexander Van Millingen: Byzantine Constantinople. The Walls of the City and Adjoining Historical Sites. John Murray, London 1899, S. 112 (archive.org – Abbildung).
6. ↑  Pseudo-Kodinos: De officiis. = Traité des offices. Introduction, texte et traduction par Jean Verpeaux. Hrsg.: Cente National de la Recherche Scientifique (= Les monde byzantin. Band 1). 1966, ISSN 0544-7704, S. 167, Zeile 17–23.
7. ↑  Dan Cernovodeanu: Contributions à l’étude de l’héraldique Byzantine et postbyzantine. In: Jahrbuch der Österreichischen Byzantinistik. Band 32, Nr. 2, 1982, S. 409–422, bes. 415.
8. ↑  Aleksandar V. Solovjev: Les emblemes héraldiques de Byzance et les Slaves. In: Seminarium Kondakovianum. Nr. 7, 1935, S. 119–164, hier S. 161–162.
9. ↑  Aleksandar V. Solovjev: Les emblemes héraldiques de Byzance et les Slaves. In: Seminarium Kondakovianum. Nr. 7, 1935, S. 119–164, hier S. 159 f.
10. ↑  „Das Wappen des serbischen Volkes zeigt ein Kreuz auf rotem Feld, und zwischen den Armen des Kreuzes jeweils ein Feuerstahl vom Kreuz abgewandt.“ In: Artikel 4 der Verfassung des Fürstentums Serbien von 1835 (Sretanjski ustav).
11. ↑  „[…] das serbische [Wappen]: ein weißes Kreuz auf rotem Schild mit je einem Feuerstahl im Schenkel.“ In: Artikel 2 der Verfassung des Königreichs der Serben, Kroaten und Slowenen vom 28. Juni 1921.
12. ↑  Charles Boutell: Boutell’s Manual of Heraldry. Revised and illustrated by V. Wheeler-Holohan. F. Warne and Company, London u. a. 1931, S. 193 (“[…] representations of the old steels for striking light from a flint, but on account of their likeness to the Slavonic letter ‘S’ they came popularly to stand for the phrase, ‘Samo Sloga Srbina Spasava’.”).